# Метод Гаусса — Йордана
Метод Гаусса — Йордана використовується для розв'язання систем лінійних алгебраїчних рівнянь, знаходження оберненої матриці, знаходження координат вектора у заданому базисі, відшукання рангу матриці. Метод є модифікацією методу Гаусса. Названий на честь Карла Фрідріха Гаусса та німецького математика та геодезиста Вільгельма Йордана.

## Алгоритм
1. Обирається перша зліва колонка, що містить хоч одне ненульове значення.
2. Якщо верхнє число у цій колонці — нуль, то обмінюється увесь перший рядок матриці з іншим рядком матриці, де у цій колонці нема нуля.
3. Усі елементи першого рядка діляться на верхній елемент обраної колонки.
4. Від рядків, що залишились, віднімається перший рядок, помножений на перший елемент відповідного рядка, з метою отримання нуля в першому елементі кожного рядка (крім першого).
5. Далі, повторюємо ці операції із матрицею, отриманою з початкової матриці після викреслювання першого рядка та першого стовпчика.
6. Після повторення операцій n − 1 разів отримаємо верхню трикутну матрицю.
7. Віднімаємо від передостаннього рядка останній рядок, помножений на відповідний коефіцієнт, щоб у передостанньому рядку залишилась лише 1 на головній діагоналі.
8. Повторюємо попередній крок для наступних рядків. У результаті отримуємо одиничну матрицю і рішення на місці вільного вектора (над ним необхідно виконувати ті самі перетворення).

## Розгорнутий алгоритм для знаходження оберненої матриці
Нехай дано:
{\displaystyle A={\begin{pmatrix}a_{11}&a_{12}&\cdots &a_{1n}\\a_{21}&a_{22}&\cdots &a_{2n}\\\vdots &\vdots &\ddots &\vdots \\a_{n1}&a_{n2}&\cdots &a_{nn}\end{pmatrix}}\quad a_{ii}\neq 0\quad I={\begin{pmatrix}1&0&\cdots &0\\0&1&\cdots &0\\\vdots &\vdots &\ddots &\vdots \\0&0&\cdots &1\end{pmatrix}}}

### Прямий хід (алгоритм утворення нулів під головною діагоналлю)
- Поділимо перший рядок матриці А на {\displaystyle a_{11}} отримаємо: {\displaystyle a_{1j}^{1}={\frac {a_{1j}}{a_{11}}}}, j — стовпець матриці А.

- Повторюємо дії для матриці I, за формулою: {\displaystyle b_{1s}^{1}={\frac {b_{1s}}{a_{11}}}}, s — стовпець матриці I.

Отримаємо:
{\displaystyle A={\begin{pmatrix}1&a_{12}^{1}&\cdots &a_{1n}^{1}\\a_{21}&a_{22}&\cdots &a_{2n}\\\vdots &\vdots &\ddots &\vdots \\a_{n1}&a_{n2}&\cdots &a_{nn}\end{pmatrix}}\qquad I={\begin{pmatrix}b_{11}^{1}&0&\cdots &0\\0&1&\cdots &0\\\vdots &\vdots &\ddots &\vdots \\0&0&\cdots &1\end{pmatrix}}}
- Будемо утворювати 0 у першому стовпці: {\displaystyle a_{2j}^{1}=a_{2j}-a_{1j}^{1}a_{21}\;\dots \;a_{nj}^{1}=a_{nj}-a_{1j}^{1}a_{n1}}.
- Повторюємо дії для матриці І, за формулами : {\displaystyle b_{2s}^{1}=b_{2s}-b_{1s}^{1}a_{21}\;\dots \;b_{ns}^{1}=b_{ns}-b_{1s}^{1}a_{n1}}

Отримаємо:
{\displaystyle A={\begin{pmatrix}1&a_{12}^{1}&\cdots &a_{1n}^{1}\\0&a_{22}^{1}&\cdots &a_{2n}^{1}\\\vdots &\vdots &\ddots &\vdots \\0&a_{2n}^{1}&\cdots &a_{nn}^{1}\end{pmatrix}}\qquad I={\begin{pmatrix}b_{11}^{1}&0&\cdots &0\\b_{21}^{1}&1&\cdots &0\\\vdots &\vdots &\ddots &\vdots \\b_{n1}^{1}&0&\cdots &1\end{pmatrix}}}
- Продовжуємо виконувати аналогічні операції використовуючи формули : {\displaystyle a_{ij}^{k}={\frac {a_{ij}^{k}}{a_{ii}}}\qquad a_{ij}^{k}=a_{ij}^{k-1}-a_{kj}^{k}a_{ik}^{k-1}}

за умови, що {\displaystyle k=1\to n,i=k+1\to n,j=1\to n}
- Повторюємо дії для матриці І, за формулами : {\displaystyle b_{ik}^{k}={\frac {b_{ik}^{k}}{a_{ii}}}\qquad b_{is}^{k}=b_{is}^{k-1}-b_{ks}^{k}a_{ik}^{k-1}}

за умови, що {\displaystyle k=1\to n,\;i=k+1\to n,\;s=1\to n}.
Отримаємо:
{\displaystyle A={\begin{pmatrix}1&a_{12}^{1}&\cdots &a_{1n}^{1}\\0&1&\cdots &a_{2n}^{2}\\\vdots &\vdots &\ddots &\vdots \\0&0&\cdots &1\end{pmatrix}}\qquad I={\begin{pmatrix}b_{11}^{1}&0&\cdots &0\\b_{21}^{2}&b_{22}^{2}&\cdots &0\\\vdots &\vdots &\ddots &\vdots \\b_{n1}^{n}&b_{n2}^{n}&\cdots &b_{nn}^{n}\end{pmatrix}}}

### Зворотний хід (алгоритм утворення нулів над головною діагоналлю)
Використаємо формулу: {\displaystyle a_{ij}^{k-1}=a_{ij}^{k-1}-a_{ij}^{k}a_{ik}^{i}}, при умові, що {\displaystyle k=n\to 1,\;i=1\to k-1,\;j=1\to n}.
Повторюємо дії для матриці І, за формулою {\displaystyle b_{is}^{k-1}=b_{is}^{k-1}-b_{is}^{k}a_{ik}^{i}}, за умови, що {\displaystyle k=n\to 1,\;i=1\to k-1,\;s=1\to n}.
Остаточно отримуємо:
{\displaystyle A={\begin{pmatrix}1&0&\cdots &0\\0&1&\cdots &0\\\vdots &\vdots &\ddots &\vdots \\0&0&\cdots &1\end{pmatrix}}\qquad I=A^{-1}}

## Приклад
Розв'яжемо систему рівнянь:
{\displaystyle \left\{{\begin{array}{ccccccl}a&+&b&+&c&=&0\\4a&+&2b&+&c&=&1\\9a&+&3b&+&c&=&3\end{array}}\right.}
Запишемо її у вигляді матриці 3×4, де останній стовпчик є вільним членом:
{\displaystyle {\begin{pmatrix}1&1&1&|&0\\4&2&1&|&1\\9&3&1&|&3\end{pmatrix}}}
Виконаємо такі дії:
- До рядка 2 додамо: -4 * рядок 1.
- До рядка 3 додамо: -9 * рядок 1.

Отримаємо:
{\displaystyle {\begin{pmatrix}1&\ 1&\ 1&|&0\\0&-2&-3&|&1\\0&-6&-8&|&3\end{pmatrix}}}
- До рядка 3 додамо: -3 * рядок 2.
- Рядок 2 ділимо на -2

{\displaystyle {\begin{pmatrix}1&1&1&|&\ 0\\0&1&{3 \over 2}&|&-{1 \over 2}\\0&0&1&|&\ 0\end{pmatrix}}}
- До рядка 1 додамо: -1 * рядок 3.
- До рядка 2 додамо: -3/2 * рядок 3.

{\displaystyle {\begin{pmatrix}1&1&0&|&\ 0\\0&1&0&|&-{1 \over 2}\\0&0&1&|&\ 0\end{pmatrix}}}
- До рядка 1 додамо: -1 * рядок 2.

{\displaystyle {\begin{pmatrix}1&0&0&|&\ {1 \over 2}\\0&1&0&|&-{1 \over 2}\\0&0&1&|&\ 0\end{pmatrix}}}
У правому стовпчику отримаємо рішення:
{\displaystyle a={\frac {1}{2}}\;;\ b=-{\frac {1}{2}}\;;\ c=0} .